# Карло Фачети
Карло Фачети на италиански: Carlo Facetti е бивш пилот от Формула 1. Роден на 26 юни 1935 г. в Кормано, Италия.

## Формула 1
Карло Фачети прави своя дебют във Формула 1 в Голямата награда на Италия през 1974 г. В световния шампионат записва 1 състезания като не успява да спечели точки, състезава се с Финото.